# Everdine Schuurman-Henny
Everdine Johanna Margaretha Schuurman-Henny of Everdine Henny (Jakarta, 30 mei 1910 - Den Haag, 30 april 1995) was een Nederlandse beeldhouwster.

## Leven en werk
Henny was een leerlinge van Jan Bronner aan de Rijksacademie en van Bon Ingen-Housz, zijn tegenhanger, aan de Koninklijke Academie van Beeldende Kunsten in Den Haag. Het werk van Henny behoort tot de Wederopbouwperiode (1945-1958). Henny trouwde met Karel Schuurman, die onder meer conservator was bij het Rijksprentenkabinet in Amsterdam en het Haags Gemeentemuseum.

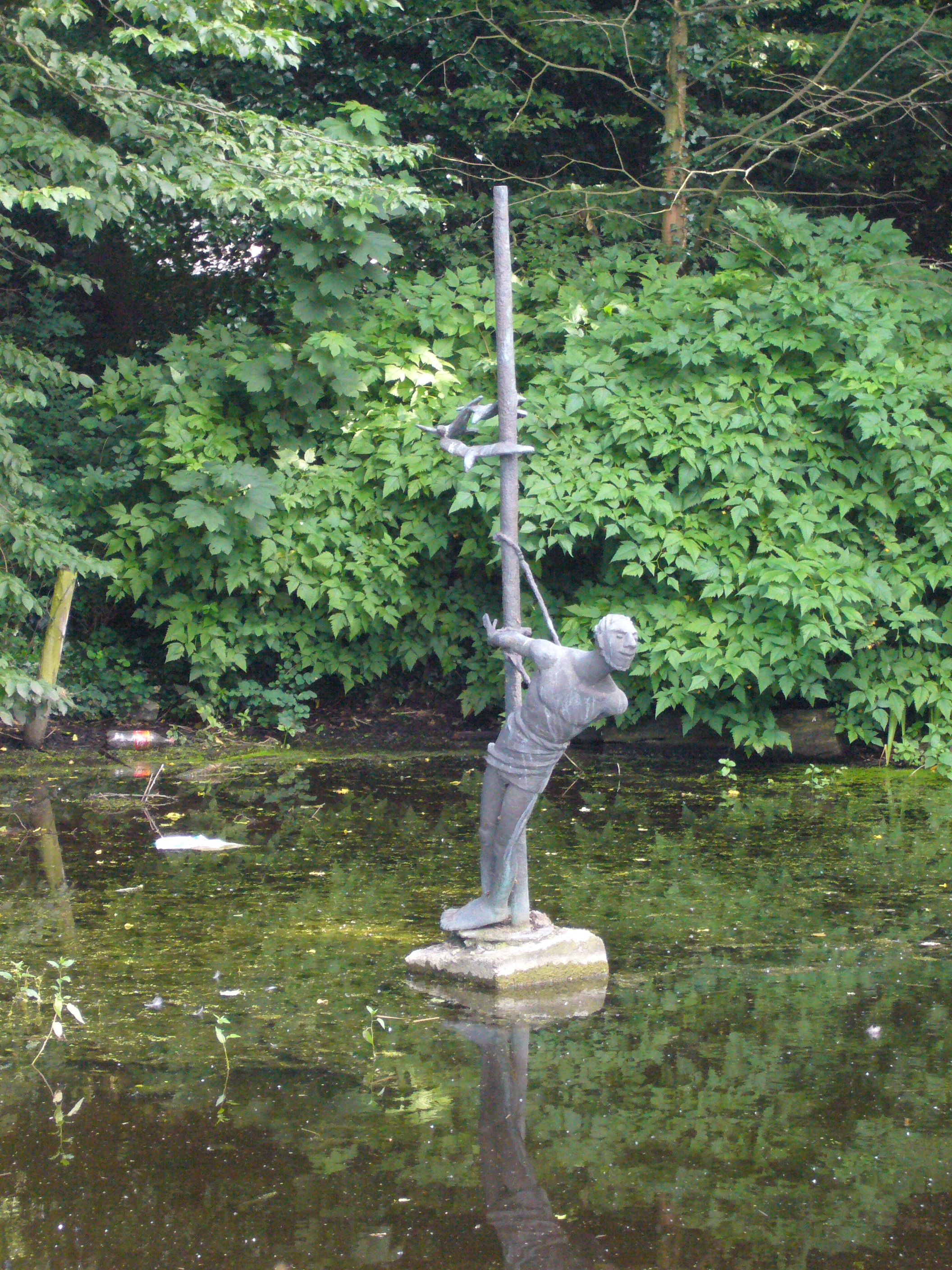
Odysseus

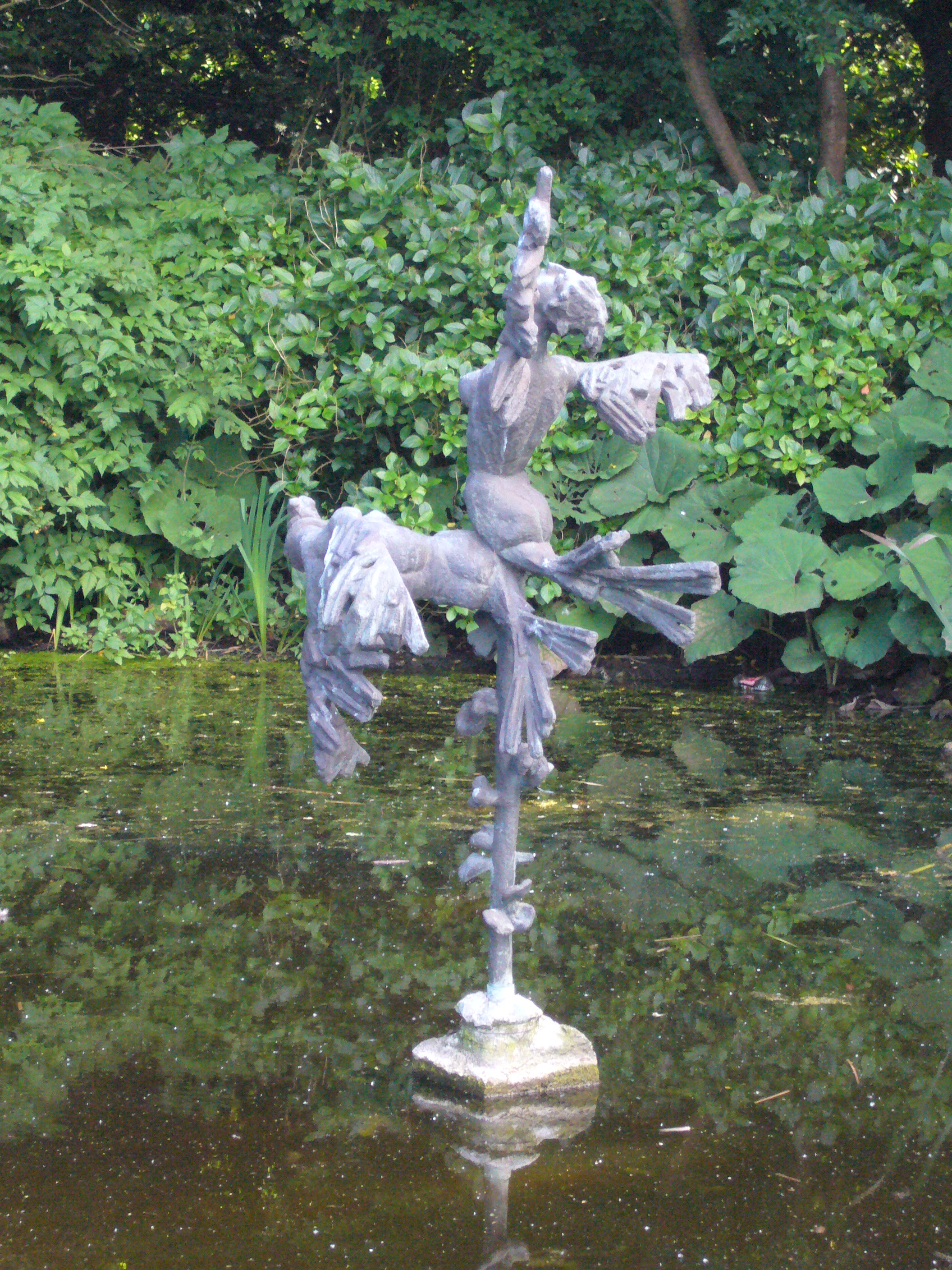
De sirenen

Een uit twee delen bestaand werk, "Odysseus en de Sirenen" (1957), staat permanent geëxposeerd in een kleine vijver in het Westbroekpark in Den Haag. Odysseus staat vastgebonden aan de mast, met was in zijn oren, en kijkt verliefd naar de Sirene.
Een ander werk is minder zichtbaar en bevindt zich aan de rechterkant van de Marktgevel van het Huis der Provincie in Arnhem, boven het carillon. Men ziet een bronzen hekwerkje, waarop vogels tussen bloesemstokken zijn afgebeeld. Ieder uur speelt het carillon. Boven de klokken opent zich vervolgens het bronzen hekje en dan verschijnt een ronddraaiende gouden boerinnetje, dat zich met een emmertje in de hand sierlijk tussen gouden fruitbomen beweegt. 
Klokkenspel en kunstwerk waren in 1954 een geschenk van de Gelderse landbouworganisaties aan de provincie Gelderland voor het nieuwe provinciehuis.
- Biografisch Portaal: 70862291
- RKD-Nederlands Instituut voor Kunstgeschiedenis: 37578